# Любовь, любовь, любовь
«Любовь, любовь, любовь» (англ. Love Love Love) — индийский фильм режиссёра Баббара Субхаша, по его же сценарию, вышедший 4 августа 1989 года.

## Сюжет
Мелодраматическая история о жизни юноши (Аамир Хан), сына простого таксиста. Парень обучается в престижном колледже, ему интересны точные науки. Вместе с юношей в колледже учится красивая девушка (Джухи Чавла), дочь влиятельного состоятельного бизнесмена. Хан и Чавла полюбили друг друга, но появился сын главаря местной мафии.

## Актерский состав
- Аамир Кхан
- Джухи Чавла
- Гульшан Гровер

## Саундтрек
- «Hum To Hain Dil Ke Deewane» — Asha Bhosle, Vijay Benedict
- «Disco Dandia» — Alisha Chinoy and Vijay Benedict
- «Jeena Hai Pyar Mein Jeena» — Vijay Benedict
- «Na Chitthiyaan Na Koi Sandesa» — Shobha Joshi
- «Ruko Ruko To» — Vijay Benedict
- «We Are In Love» — Parvati Khan and Vijay Benedict